# Buddy Hield
Chavano Rainier „Budd“ Hield (* 17. prosince 1992, Freeport, Bahamy) je bahamský basketbalista hrající v NBA za tým Golden State Warriors.

## Kariéra

### Střední a vysoká škola
Hield byl v mládí na Bahamách považován za velký basketbalový talent. Přestoupil na Sunrise Christian Academy v americkém Kansasu, stal se vynikajícím středoškolským basketbalistou a ucházely se o něj známé univerzity, například University of Kansas. Hield se však rozhodl hrát za Oklahomskou univerzitu.
Za tým Oklahoma Sooners hrál Hield čtyři roky. V první sezóně ještě nastupoval většinou jako náhradník a v průměru zaznamenal 7,8 bodu. Od druhého ročníku měl stálé místo v základní sestavě Sooners. Přestože měl po juniorském ročníku nabídky z NBA, rozhodl se pro čtvrtý a poslední ročník na vysoké škole.
Hield se opět dokázal prosadit a v průměru zaznamenal 25 bodů, 5,7 doskoků a 2,0 asistencí. Vedl také univerzitní ligu NCAA v počtu proměněných tříbodových střel. Za tyto úspěchy byl oceněn cenou Johna R. Wooda a získal ocenění Naismith College Player of the Year, čímž byl vyhlášen nejlepším vysokoškolským hráčem sezóny. Následně se Hield zúčastnil draftu NBA.

### NBA
V draftu NBA v roce 2016 byl Hield vybrán jako šestý hráč v celkovém pořadí týmem New Orleans Pelicans. Po pouhých šesti měsících působení v týmu Pelicans, Hield dne 20. února 2017 přestoupil do týmu Sacramento Kings. V kalifornském týmu byl Hield v sezoně 2018/19 s 20,7 body na zápas nejlepším střelcem. V sezóně 2019/20 Hield častěji nastupoval z lavičky a zaznamenal 19,2 bodu na zápas. V následujících letech se jeho bodový průměr snížil na 16,6 (sezóna 2020/21) a 14,4 (sezóna 2021/22), než byl v únoru 2022 vyměněn do Indiana Pacers.

## Mezinárodní
Hield hraje za bahamskou basketbalovou reprezentaci od roku 2014. V roce 2014 se pod vedením trenéra Larryho Eustachyho zúčastnil středoamerického šampionátu Centrobasket a skončil sedmý. S 18,9 body na zápas byl také nejlepším střelcem soutěže.

## Ocenění
- 2× nováček měsíce v Západní konferenci (prosinec 2016 / březen 2017)
- All-Rookie Team NBA 2016/2017 (první tým)

## Kariérní statistiky

### NBA

#### Hlavní kolo
| Sezóna  | Tým                      | GP  | GS  | MPG  | FG % | 3P % | FT % | RPG | APG | SPG | BPG | PPG  |
| ------- | ------------------------ | --- | --- | ---- | ---- | ---- | ---- | --- | --- | --- | --- | ---- |
| 2016–17 | New Orleans / Sacramento | 82  | 55  | 23.0 | .426 | .391 | .842 | 3.3 | 1.5 | 0.5 | 0.1 | 10.6 |
| 2017–18 | Sacramento               | 80  | 12  | 25.3 | .446 | .431 | .877 | 3.8 | 1.9 | 1.1 | 0.3 | 13.5 |
| 2018–19 | Sacramento               | 82  | 82  | 31.9 | .458 | .427 | .886 | 5.0 | 2.5 | 0.7 | 0.4 | 20.7 |
| 2019–20 | Sacramento               | 72  | 44  | 30.8 | .429 | .394 | .846 | 4.6 | 3.0 | 0.9 | 0.2 | 19.2 |
| Celkem  | Celkem                   | 316 | 193 | 27.7 | .441 | .411 | .866 | 4.2 | 2.2 | 0.8 | 0.3 | 15.9 |